# بروئک پوینت (کنتاکی)
بروئک پوینت (به انگلیسی: Broeck Pointe) شهری در ایالت کنتاکی کشور ایالات متحده آمریکا است که جمعیت آن در سرشماری سال ۲۰۱۰ میلادی، ۲۷۲ نفر بوده‌است.